# GRES-2發電站
GRES-2發電站（俄語：Экибастузская ГРЭС-2），位於哈薩克的埃基巴斯圖兹，是一座火力發電廠，發電容量為1000百萬瓦特。此發電廠有世界上最高的煙囪，高達419.7公尺。
此電廠以1150千伏特的電壓傳輸電力到阿克莫拉州首府科克舍套距離432公里，也是世界上最高的輸電電壓。延伸線至俄國莫斯科州的埃列克特羅斯塔爾（俄語：Электроста́ль）設計時也可以1150千伏特傳輸，目前僅以500千伏特運作。